# Escape From Tarkov
Escape From Tarkov és un videojoc desenvolupat per l'empresa Battlestate Games, disponible per a Windows i desenvolupat en Unity. Es tracta d'un simulador de combat en primera persona amb característiques associades amb els gèneres de videojocs de rol i multijugadors massius en línia. El videojoc s'ambienta a la ciutat de Tarkov i els seus suburbis, a la fictícia regió russa de Norvinsk.
Cada jugador disposa d'un amagatall amb diferents serveis per anar millorant i també es compta amb un inventari on emmagatzemar diferents objectes. Els jugadors poden optar entre els modes de joc Scav (el qual compta amb una equipació pròpia i només es pot utilitzar cada cert temps) i PMC (el personatge principal del jugador i que utilitza l'equipament escollit pel jugador). Els jugadors apareixen en diferents parts del mapa escollit, on hi ha altres jugadors i diferents objectes que es poden utilitzar per a millorar l'amagatall, per vendre'ls o bé utilitzar-lo en noves partides.
Els jugadors han de cooperar o jugar en solitari per completar incursions en mapes a gran escala, explorar ubicacions autèntiques i ocultes i trobar informació útil per entendre què passa a la ciutat. El joc també inclou un sistema de caràcters i inventari amb característiques físiques i de salut detallades, com ara hidratació, energia, pressió arterial i pèrdua de sang, i han de prendre decisions sobre com tractar el seu equip i armes per mantenir-se vius i concentrats.
Hi ha un total de deu mapes disponibles (Customs, Factory, Interchange, Ground Zero, Lighthouse, Reserve, Shoreline, The Lab, Woods i Streets of Tarkov) i un més en desenvolupament (Terminal).